# Кожевников, Павел Александрович
Па́вел Алекса́ндрович Коже́вников (р. 25 мая 1976, Калуга, СССР) — доцент кафедры высшей математики МФТИ, кандидат физико-математических наук (2000), золотой призёр (1992) и затем один из руководителей национальной команды России на международной математической олимпиаде.

## Биография
В 1992 году стал золотым призёром международной математической олимпиады. В том же году поступил на Механико-математический факультет МГУ.
C 1993 года член жюри Всероссийской олимпиады школьников по математике. Один из руководителей национальной команды России на международной математической олимпиаде. Входит в состав Центральной Предметной Методической Комиссии по математике Всероссийской олимпиады школьников
В 1997 году с отличием окончил мехмат МГУ и поступил в аспирантуру мехмата. В 2000 году защитил кандидатскую диссертацию «Многообразия групп простого периода и тождества с высокими степенями».
С 2000 года является преподавателем кафедры высшей математики МФТИ. Преподаёт в МФТИ такие дисциплины, как: аналитическая геометрия, линейная алгебра, теория групп, математический анализ, дифференциальные уравнения, а также ведёт дополнительные семинары на 1 курсе.
Павел Александрович Кожевников тесно сотрудничает с Лабораторией популяризации и пропаганды математики МИАН.
C 2001 года также работает в 5-й школе г. Долгопрудного, известной своим физико-математическим уклоном и сотрудничеством в этом отношении с МФТИ.
C 2002 года Павел Александрович является сотрудником Лаборатории МФТИ по работе с одарёнными детьми.
Заместитель главного редактора журнала «Квант».

## Награды и премии
В 2010 году был удостоен (совм. с Н. А. Агахановым, О. К. Подлипским, В. П. Слободяниным, И. И. Богдановым, Ю. А. Самарским, С. М. Козелом, Д. А. Александровым, Д. А. Терёшиным) премии Правительства Российской Федерации в области образования за научно-практическую разработку «Система развития всероссийских предметных олимпиад школьников, отбора и подготовки национальных сборных команд России на международные олимпиады по физике и математике».
В 2013 году награждён Почётной грамотой Президента Российской Федерации.

### Авторские курсы и пособия в сети
- Кожевников П. А. Введение в линейную алгебру (черновик). 2020, 82 с.
- Кожевников П. А. Векторная алгебра, прямые и плоскости (черновик). 2017, 28 с.
- Кожевников П. А. Матрицы и системы линейных уравнений. 2016. 76 с.
- Личная учебная страничка // Google
- Его курсы // ЗФТШ МФТИ.